# Alix Bauer

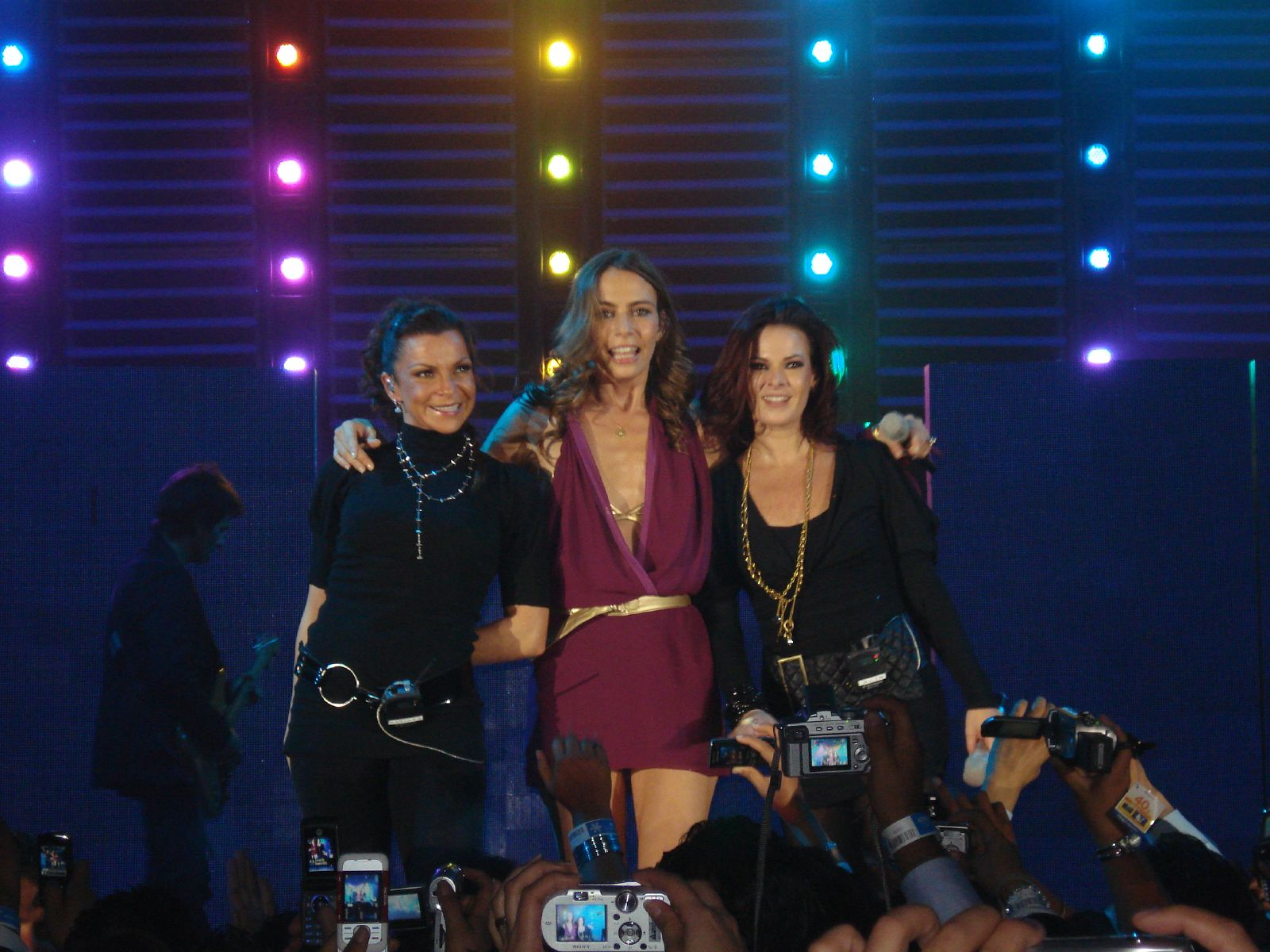
Alix Bauer (extrema derecha), acompañada de Mariana Garza y Sasha Sökol.

Alix Bauer Tapuach (Ciudad de México, 16 de diciembre de 1971) es una cantante, escritora, actriz y compositora mexicana de origen judío asquenazí.

## Carrera musical

### Con Timbiriche
En 1982 forma parte del grupo Timbiriche, siendo catalogado como el más exitoso de la década de los 80 en México; comparte créditos con Benny Ibarra, Sasha Sokol, Mariana Garza, Paulina Rubio, Diego Schoening, Erik Rubín, Eduardo Capetillo, Thalía y Edith Márquez. Graba con el grupo 10 discos y 2 max-singles, realiza la obra Vaselina producida por Julissa. 
Deja el grupo en el mes de noviembre de 1988, cuando la gira del disco Timbiriche VIII y IX estaba en pleno movimiento. Su lugar en Timbiriche fue ocupado por Bibi Gaytán. En 1998 se reúne nuevamente con sus excompañeros de la alineación original del grupo Timbiriche (Diego, Mariana, Paulina, Benny, Sasha y Erik), para una serie de conciertos, en los cuales el grupo rompe récord de fechas presentadas en el Auditorio Nacional de la Ciudad de México. 
En 2007, Alix se vuelve a reunir para celebrar los 25 años de la banda con una gira, tres discos y un documental realizado por Carlos Marcovich. En el año 2008, continúan con la extensa y exitosa gira, realizan el último concierto en la Ciudad de México el 5 de mayo en el Foro Sol. En noviembre salió el cortometraje "La misma piedra" donde narra el festejo del 25 aniversario de Timbiriche.
En 2017, el grupo regresó para celebrar 35 años de su fundación.

### Como solista
Viaja a Europa y regresa a México en 1991 con su primer material discográfico titulado Por vez primera donde se desprende el tema radiofónico «Nos podemos escapar». Dicho material discográfico cuenta con composiciones propias, como marzo entre dos y Juan, con la participación de Adrián Possé y José María Purón, entre otros.
Alix participa en el disco Ellas cantan a Cri-Cri con el tema «La Cacería».
Posteriormente, escribe un libro de poemas y compone temas para la cantante mexicana Rocío Banquells. En el año 2001 compone el tema «Uno» junto con Benny Ibarra, interpretada por el mismo.

## Carrera actoral
En 1980 ingresa al centro de capacitación infantil de Televisa. En 1981 realiza la obra Las Maravillas de Crecer.
A finales de 1989 participa en la radionovela Nos vamos de vacaciones, al lado de Alejandra Guzmán, Chao, Charlie Massó, Héctor Suárez Gomís y Sasha Sökol. La banda sonora del mismo nombre contiene el tema «Siempre en mi corazón», interpretado por Alix.
En 1994 participa en la telenovela Prisionera de amor producida por Pedro Damián, donde comparte créditos con Silvia Derbez y Maribel Guardia entre otros. En ese mismo año, cuando estaba a punto de lanzar su segundo material discográfico, su ahora esposo le propone matrimonio, dejando así concluida su carrera como solista.
Fue conductora del programa de radio El Aleph de cultura judía bajo la frecuencia de Radio Red AM en la Ciudad de México.

## Vida privada
En 1995 Alix contrae nupcias con el empresario Jack Derzavich. El 22 de marzo de 1999 se convierte en madre de sus hijos Moisés y Danna. El 11 de marzo de 2003 da a luz a su tercera hija: Mijal.

## Filmografía

### Teatro
- Vaselina con Timbiriche (1984) ... Chiquis. En los Televiteatros (hoy Centro Cultural Telmex)

### Televisión
- Palabras mayores (2015). Conductora del programa transmitido por la cadena Capital 21 en su canal 21.1 HDTV en Ciudad de México.

### Telenovelas
- Prisionera de amor (1994) como Sonia Monasterios

## Discografía

### Como solista
- Por vez primera (1991)